# Микуляк Владислав Степанович
Владислав Степанович Микуляк (30 січня 1984, Ужгород) — український футболіст та футбольний тренер.

## Клубна кар'єра
В дитячо-юнацькій футбольній лізі України виступав за ДЮСШ Тернопіль та СДЮШОР Ужгород.
30 липня 2005 року дебютував за ужгородське «Закарпаття» у чемпіонаті України, в матчі проти київського «Динамо», який завершився з рахунком 1:2.. За підсумками сезону 2005/06 «Закарпаття» вилетіло в Першу лігу, а Микуляк міг опинитися у складі донецького «Металурга», проте залишився в ужгородському клубі.
Взимку 2007 року був на перегляді в сімферопольській «Таврії» і в київському «Динамо», але все одно повернувся в «Закарпаття».
У грудні 2008 року з'явилася інформація що Микуляк може стати гравцем льєжского «Стандарту». Тому коли 31 грудня у Микуляка закінчився контракт з «Закарпаттям». Владислав не став його продовжувати заради переходу в стан клубу з Бельгії. Проте в лютому 2009 року таки підписав контракт з «Закарпаттям», так і не зумівши працевлаштуватися в іншому клубі.
В сезоні 2011/12 виступав за «Кримтеплицю» у Першої лізі України, але вже влітку 2012 року повернувся в ужгородський клуб, який вийшов в Прем'єр-лігу і став називатись «Говерлою». У команді взяв 23 номер, проте закріпитись в команді не зумів, зігравши до кінця року лише у 6 матчах, через що на початку 2013 року був відданий в оренду в першолігову «Полтаву».
Влітку 2013 року повернувся до Ужгорода, проте до основного складу не пробився, тому у другій половині 2013 року виступав за молодіжну команду закарпатського клубу.
У березні 2014 року, безпосередньо перед початком чемпіонату Білорусі, він увійшов до складу дебютанта білоруської Вищої ліги клубу «Слуцьк». У складі слуцького клубу в основному виходив на заміну. У травні він став менше з'являтися на полі, і в результаті 13 червня 2014 року контракт зі «Слуцьком» за взаємною згодою був розірваний.
З жовтня 2014 року він почав виступати за «Кішварду» у третьому дивізіоні Угорщини. Згодом виступав у нижчих лігах за угорський «Тісаканьяр» та словацький «Длге Клчово».
У 2016 році він почав виступати за «Минай» в чемпіонаті Закарпатської області, цей клуб у 2018 році увійшов до Другої ліги України, де з першої спроби посіла перше місце і вийшла до першої ліги. Там «Минай» з Микуляком також був серед лідерів, вигравши у сезоні 2019/20 чемпіонат і вперше в історії вийшовши до Прем'єр-ліги України. Загалом за клуб на професійному рівні Владислав провів 48 матчів за клуб, в яких зробив 6 гольових передач. Після цього восени 2020 року Микуляк завершив ігрову кар'єру і став одним із помічників головного тренера Василя Кобіна

## Збірна
У складі студентської збірної України з футболу став переможцем літньої Універсіади-2009.